# Kitörés 60
A Kitörés 60 egy ún. középtávú – kb. 60 kilométeres – hagyományőrző gyalogos teljesítménytúra a Budai-hegységben és a Gerecsében, Budapest és Szomor község között, melyet a résztvevőknek 17 órás szintidőn belül kell teljesíteniük.
A túrán lehetőség van két rövidebb távra is nevezni, a Kitörés 25 a Budapesten belüli 25 km-es, a Kitörés 35 a fővároson kívüli 35 km-es részszakaszt járja be. Előbbinek 8 óra, utóbbinak 10 óra a szintideje.
E túra egyúttal katonai hagyományőrző és emléktúra is, ugyanis az 1945-ös kitörési kísérletnek állít emléket, s a Budai Várból  egykor a szovjet-orosz Vörös hadsereggel szemben kitörő német és magyar katonák (feltételezett) útvonalát járja be. Mivel a Budapest 1944/1945-ös ostroma (budapesti csata) során történt katonai manőverre 1945. február 11-én az esti órákban került sor, a túra általában a február 11-éhez legközelebbi szombaton rajtol.

## Története
Az eseményt 2006 óta – 2008 és 2021 kivételével – minden évben megrendezi a Börzsöny Akciócsoport.
A 2021-es túrát a járványhelyzetre tekintettel fújták le.
Az emléktúra a Hazajáró Honismereti és Turista Egylet által 2019-ben útjára indított Kárpát-medencei túrasorozat keretében a kezdetektől a Hazajáró Kupa része is.

## Útvonala
A túra 60 km-es távja a Budai Várból rajtol, a Kapisztrán téren található Mária Magdolna-templom tornyának tövéből, célja a szomori Kézdi-Vásárhelyi Imre Általános Iskola sportcsarnoka.
A 25 km-es táv szintén a Várból indul, és a Virágos-nyeregbe érkezik, amely egyúttal a 35 km-es táv rajtja is, utóbbi célja szintén a fent említett sportcsarnok.
A 2025-ös rendezésen a 60 km-es túratáv ellenőrző pontjai (EP) sorban a következők voltak: Széchenyi-emlékmű, Csacsi-rét, János-hegy, Kaán Károly-kilátó, Újlaki-hegy, Virágos-nyereg, Alsó-Jegenye-völgy, Muflon Itató (Nagykovácsi), Fehér út, Malom-földek, Kis Kaiser Söröző (Perbál), Anyácsapuszta, Kakukk-hegy.

### A túra kiírása a 2025-ös rendezésen
Kitörés 60
- Rajt: Budapest, I. ker. Kapisztrán tér
- Cél: Szomor, Iskola tornaterme
- Indítás: 16:30–18:00 óra
- Táv: 59,65 km
- Szintkülönbség: 1810 m
- Szintidő: 16,5–18 óra (legkésőbb másnap 12:00 óráig be kell érni a célba)
- Útvonal: Budai vár (Kapisztrán tér) — Városmajor — Fogaskerekű végállomás — Diós-árok — Széchenyi-hegy — Normafa — Virág-völgy — János-hegy — Nagy-Hárs-hegy — Hűvösvölgy — Vadaskerti emlékmű — Újlaki-hegy — Virágos-nyereg — Csúcs-hegyi-nyereg — Alsó-Jegenye-völgy — Hidegkúti út — Zsíros-hegy — Nagy-Szénás — Kutya-hegy — Fehér út — Perbál — Anyácsapuszta — Szomor (Iskola tornaterme).

Kitörés 35
- Rajt: Virágos-nyereg, Boróka büfé
- Cél: Szomor, Iskola tornaterme
- Indítás: 20:00–22:00 óra
- Táv: 35,1 km
- Szintkülönbség: 739 m
- Szintidő: 10 óra
- Útvonal: Virágos-nyereg (Boróka büfé) — Csúcs-hegyi-nyereg — Alsó-Jegenye-völgy — Hidegkúti út — Zsíros-hegy — Nagy-Szénás — Kutya-hegy — Fehér út — Perbál — Anyácsapuszta — Szomor (Iskola tornaterme).

Kitörés 25
- Rajt: Budapest, I.ker. Kapisztrán tér
- Cél: Virágos-nyereg, Boróka büfé
- Indítás: 16:30–18:00 óra
- Táv: 24,5 km
- Szintkülönbség: 1071 m
- Szintidő: 7 óra
- Útvonal: Budai vár (Kapisztrán tér) — Városmajor — Fogaskerekű végállomás — Diós-árok — Széchenyi-hegy — Normafa — Virág-völgy — János-hegy — Nagy-Hárs-hegy — Hűvösvölgy — Vadaskerti emlékmű — Újlaki-hegy — Virágos-nyereg (Boróka büfé).

## Díjazás
A szintidőn belül teljesítők oklevelet (mely igazolja, hogy “sikeresen teljesítette a Budapest hősies védőinek emléket állító  Kitörés 25/35/60 emléktúrát”) és kitűzőt kapnak, a 60-as táv teljesítői ezek mellé még felvarrót (melynek körfelirata a következő: “Kitörés Emléktúra + Dicsőség a Hősöknek +”) is. A 25 km-es táv kitűzőjének zöld, a 35 km-esnek narancssárga, a 60 km-esnek piros az alapszíne.
Azok a résztvevők, akik az emlék- és teljesítménytúra 60 km-es távját tíz alkalommal is teljesítik, megkapják a másodosztályú Vaskereszt katonai kitüntetés mintájára készült, annak stilizált másolatát is, jogosulttá válnak a Kitörés 60 Vaskereszt viselésére.
Az eredetileg 60 km-es túratávon indulóknak lehetőségük van útközben kiszállni a Virágos-nyeregben, ekkor a 25-ös kitűző mellé  emléklapot kapnak. Azonban a 25 km-es távra nevezetteknek lehetőségük van a 60 km-es távra átnevezni is, és így a túrát teljes hosszában teljesíteni, az ennek megfelelő díjakban részesülni.
A 2017-es Kitörés 60 Emléktúrán az útvonal jelentős részét nehezítette meg a tükörjég, ekkor sokan szenvedtek 8 napon túl gyógyuló sérülést. A túra után a szervezők megalkották az ún. Sebesülési Jelvényt.

## Ismertsége, kritikája
A túrát kezdettől fogva sújtja a náci nosztalgia kritikája. Ennek egyik oka a pontőrök korhű öltözéke s a szintén korhű pecsétek, amelyek egy részén csakugyan megjelennek önkényuralmi jelképek, bár ezeknek csak ismeretterjesztő szerepe van. A szervezők szerint a túrának politikai célja nincs, és e szimbólumok történelmi érdekességként, csupán bemutató jelleggel szerepelnek.
A kiírás szerint a túra sportrendezvény és történelmi megemlékezés, politikai célja nincsen. Az egyenruhákon, pecséteken alkalmanként felbukkanó tiltott önkényuralmi jelképek kizárólag a történeti hűség kedvéért, történelmi érdekességként, bemutató jelleggel szerepelnek.
Egyesekben ellenszenvet okoz az is, hogy több túrázó szintén korhű öltözékben vág neki a távnak.
A túra 2014 elején vált szélesebb körben ismertté, amikor Schmuck Andor az ATV élő adásában élesen bírálta azt. Az adás januárban ment le, a február 8-ai túrán pedig 2140-en indultak, ami 30% fölötti növekményt jelentett az előző évi 1604 fő résztvevőhöz képest.
A 60 km-es és a 25 km-es túratáv rajtját évről-évre ellentüntetés kíséri.

## Lásd még
- 1945-ös budai kitörési kísérlet
- Becsület napja